# Dundanakoppa, Parasgad
Dundanakoppa là một làng thuộc tehsil Parasgad, huyện Belgaum, bang Karnataka, Ấn Độ.